# Compétition de baseball en France
 (novembre 2014).
Il existe actuellement en France quatre divisions dans le baseball senior français. Cela représente un total approximatif de 80 clubs et 130 équipes, dont certaines sont des réserves de clubs évoluant dans les divisions supérieures. Les compétitions sont placées sous l'autorité de la Fédération française de baseball et softball.

## Quatre divisions pour le baseball français
- Le Championnat de France de baseball Élite, la division phare qui rassemble les 8 meilleures équipes de France.
- Le Championnat de France de baseball Nationale 1, la 2e division du baseball français avec 21 équipes réparties en 3 poules géographiques.
- Les Championnats de Division Honneur - aussi nommés régionaux - organisés directement par les Ligues. Les meilleures formations de ces championnats régionaux s'affrontent en fin de saison pour l'attribution d'un titre de Champion de France de baseball Nationale 2.
- Les Championnats de Promotion Honneur, le 4e et dernier niveau du baseball français géré lui aussi par les Ligues.

## Le système de promotion/relégation
À l'inverse du système de ligue fermée en usage aux États-Unis, chaque club peut prétendre à évoluer au plus haut niveau en France, avec un système de promotion/relégation au mérite plus conforme à l'esprit sportif européen.
En voici le détail:
- Nationale 1 / Élite: chaque année le dernier d'Élite (perdant des play-down) descend, remplacé par le vainqueur de la Nationale 1.
- Nationale 2 / Nationale 1: Les deux derniers de la Nationale 1 redescendent non pas en Nationale 2 mais dans les championnats régionaux de division honneur respectifs de leurs ligues. Les deux finalistes de la Nationale 2 montent eux en Nationale 1.
- Division d'Honneur / Nationale 2: la Nationale 2 constitue une phase de play-off pour la montée en Nationale 1 ouverte aux meilleures équipes de la Division Honneur. La participation par ligue (région) se fait au pro rata du nombre de clubs total engagés dans cette ligue (une ligue qui accueille plus de clubs distribue plus de places qualificatives en N2 qu'une région moins dotée en clubs). Les clubs régionaux participants qui ne montent pas en N1 restent dans leurs ligues respectives pour la saison suivante.
- Promotion d'Honneur / Division d'Honneur: les règles sont variables car propres à chaque ligue mais généralement, le dernier de la DH descend et laisse sa place au 1er de la PH.